# 高野直満
高野 直満（たかの なおみつ、1889年（明治22年）6月30日 - 1966年（昭和41年）12月18日）は、大日本帝国陸軍軍人。最終階級は陸軍中将。功四級

## 経歴
1889年（明治22年）に石川県で生まれた。陸軍士官学校第24期卒業。1937年（昭和12年）10月22日に第108師団参謀長に就任し、11月1日に陸軍歩兵大佐に進級した。日中戦争に出動し、石家荘会戦では宋哲元軍を撃砕し、潞安・臨汾を攻略した。1938年（昭和13年）に留守第8師団参謀長を経て、1939年（昭和14年）に歩兵第18連隊長（第11軍・第3師団・歩兵第29旅団）に就任し、中国戦線に復帰。信陽に駐屯し、宜昌作戦、漢水作戦、長沙作戦に参戦した。
1940年（昭和15年）12月に陸軍少将に進級し、仙台陸軍教導学校長に就任。1942年（昭和17年）8月に第16歩兵団長（第14軍・第16師団）に就任し、フィリピン・ロスバニオスの守備に当たった。1943年（昭和18年）に第42師団司令部附を経て、1944年（昭和19年）2月10日に留守第4師団兵務部長に就任し、6月10日に陸軍中将に進級した。7月8日に留守第4師団長を経て、1945年（昭和20年）4月1日に第144師団長に親補され、和歌山県に展開した。同年10月3日には近畿上陸地支局長に就任。
1947年（昭和22年）11月28日、公職追放仮指定を受けた。